# HSF4
La proteína 4 del factor de choque térmico es una proteína que en humanos está codificada por el gen HSF4.
Los factores de transcripción de choque térmico (HSF) activan los genes de respuesta al choque térmico en condiciones de calor u otras tensiones. HSF4 carece de la repetición hidrófoba carboxilo-terminal que se comparte entre todos los HSF de vertebrados y se ha sugerido que está involucrado en la regulación negativa de la actividad de unión al ADN. Se han descrito dos transcripciones empalmadas alternativamente que codifican distintas isoformas y poseen diferente actividad transcripcional.